# Not Alike
Not Alike (englisch für „nicht gleich“) ist ein Lied des US-amerikanischen Rappers Eminem von seinem zehnten Studioalbum Kamikaze (2018). Der Song ist eine Zusammenarbeit mit dem Rapper Royce da 5′9″.

## Inhalt
Das Lied fängt mit dem Refrain an, in dem Eminem scheinbar zusammenhanglos Wörter von sich gibt. Er imitiert dabei den Flow des Songs Bad and Boujee von den Migos. Hiermit möchte er zeigen, wie einfach es sei, denselben Flow auf jedem Trap-Lied zu benutzen. In der ersten Strophe erzählt Royce da 5′9″, dass er sich nicht für Luxus interessiert. Die meisten Mainstream-Rapper seien nur auf Drogen aus und machen nur einen auf groß, was sie aber nicht seien. Der Rapper G-Eazy wird hier persönlich angesprochen, im Sinne, dass er cool sei. Verschont bleiben auch neue Rapper nicht, welche versuchen, wie er zu freestylen. Während man früher für jeden Nickel hart arbeiten musste, hätten es die neuen Rapper einfach und würden durch Kryptowährungen, wie Bitcoin, reich. Royce vergleicht das Reimschema des Mainstreams mit dem von Dr. Seuss, welcher Kinderbücher schrieb.
Die zweite Strophe rappt Eminem. Er spricht die ganzen „Lil“-Rapper an, welche behaupten, mit Gangs und Morden in Verbindung zu stehen. Die nächsten Zeilen sind an Machine Gun Kelly gerichtet. Nächstes Mal solle Kelly nicht Tech N9ne benutzen, um ihn zu dissen. Hier spricht er ihn auch beim Namen an, da er, im Gegensatz zu Kelly, keinen versteckten Diss machen würde. Auch erwähnt er den Kommentar von Kelly gegenüber seiner Tochter Hailie Jade Scott. Kelly bezeichnete sie als „hot as fuck“ im größten Respekt, da Eminem der König wäre. Eminem erwähnt auch die Rapperin Remy Ma und meint, sie solle es einfach rauslassen. Sie wurde 2008 aufgrund eines versuchten Mordes für schuldig erklärt. Der Rapper Fetty Wap findet auch seinen Weg in den Text. Eminem spielt mit den Worten „I lost“ (englisch für „Ich verlor“), was ähnlich zu „Eye lost“ (englisch für „Auge verloren“) klingt. Hiermit macht er sich lustig über Fetty Wap, der nur ein Auge hat. Er meint aber auch den Rekord, zwei Singles zur selben Zeit in den Top 10 der Billboard Hot 100 zu haben, welchen Eminem hält. Fetty Wap erreichte dies mit My Way und Trap Queen. Trotz dessen verspricht Eminem, dass er den Rap-Thron nicht noch einmal so leicht verlieren werde. Eine Anerkennung spricht er an den Rapper Prodigy aus, der ihn als OG des Raps bezeichnete.

## Produktion
Der erste Teil des Liedes wurde von Tay Keith produziert. Er interpolariert Drake und Blocboy JBs Hit Look Alive, da dieser ein gutes Beispiel für den derzeit vorherrschenden Trap darstellt. Ronny J war für die Produktion des zweiten Teils verantwortlich. Die Musik erinnert an Instrumentals des SoundCloud-Rap.

## Reaktionen
Drei Tage nach dem Erscheinen von Not Alike veröffentlichte der Rapper Machine Gun Kelly den Disstrack Rap Devil, der gegen Eminem gerichtet ist. Ein Musikvideo erschien ein paar Stunden später auf dem YouTube-Kanal von Worldstar HipHop. Eminem antwortete wiederum am 14. September 2018 mit dem Song Killshot.

## Kommerzieller Erfolg

### Chartplatzierungen
| ChartsChartplatzierungen       | Höchstplatzierung | Wochen |
| ------------------------------ | ----------------- | ------ |
| Deutschland (GfK)              | 57 (2 Wo.)        | 2      |
| Österreich (Ö3)                | 39 (2 Wo.)        | 2      |
| Vereinigte Staaten (Billboard) | 24 (1 Wo.)        | 1      |

### Auszeichnungen für Musikverkäufe
| Land/Region                  | Auszeichnungen für Musikverkäufe (Land/Region, Auszeichnung, Verkäufe) | Verkäufe |
| ---------------------------- | ---------------------------------------------------------------------- | -------- |
| Australien (ARIA)            | Platin                                                                 | 70.000   |
| Brasilien (PMB)              | Gold                                                                   | 20.000   |
| Neuseeland (RMNZ)            | Gold                                                                   | 15.000   |
| Vereinigte Staaten (RIAA)    | Gold                                                                   | 500.000  |
| Vereinigtes Königreich (BPI) | Silber                                                                 | 200.000  |
| Insgesamt                    | 1× Silber · 3× Gold · 1× Platin ·                                      | 805.000  |

Hauptartikel: Eminem/Auszeichnungen für Musikverkäufe